# Grootaertia anomalopyga
Grootaertia anomalopyga är en tvåvingeart som beskrevs av Grichanov 1999. Grootaertia anomalopyga ingår i släktet Grootaertia och familjen styltflugor. Inga underarter finns listade i Catalogue of Life.